# 大武丸
大武丸（おおたけまる）は、陸奥国の岩手山（岩鷲山、霧山）に住んでいたと伝わる伝説上の蝦夷の首長、もしくは鬼。

## 歴史
岩手山やその周辺に伝わる田村丸伝説では、岩手山の山頂にある鬼ヶ城に棲んだ鬼が大武丸であり、岩手山にはのちに神として田村丸が岩鷲大夫権現（岩鷲山大権現）として現れ、烏帽子岳（乳頭山）には田村丸の妻である立烏帽子神女が、姫神山には2人の娘である松林姫が現れたという。
阿部幹男は、岩手山の田村丸伝説は旧仙台藩や北上川流域を中心に語られた奥浄瑠璃『田村三代記』が影響して発生した伝説ではなく、南部氏が盛岡に本拠を構えた近世に江戸や上方で興隆した古浄瑠璃から新たに本地譚が創出された影響から発生した伝説ではないかとしている。

### 岩手山中世の縁起
中世の岩手山は鎌倉御家人・工藤氏の流れを汲む栗谷川氏（厨川氏）が大司祭となって祭礼が行われていた。『岩手山記』に掲載された「陸奥州岩手郡岩鷲山縁起」には、田村丸の鬼人退治と源家の安倍征討が語られる。この縁起は出所不明だが、南部氏に関する事績が見えないため、内容は古態を残していると推測される。往古から代々祭事を司っていた工藤・斎藤家の手による岩手山の縁起で、栗谷川如行の名前が見えることから慶長以降の江戸時代初期に古記録から如行が転写したものとみられる。
「陸奥州岩手郡岩鷲山縁起」は建久元年（1190年）5月28日に、この地を領した工藤小次郎行光が大宮司として配下を引き連れて岩鷲山に登山したと、祭礼の始まりを記したもので、要約すると「桓武天皇の時代に坂上田村麿が奥州霧山嶽の高丸・大嶽丸・吹落征伐の時に行基作の阿弥陀・薬師・観音を祀って三神を勧進し、国土の守護神とした」「安倍氏が崇敬していた岩鷲山阿弥陀三尊を、源頼義・義家親子が盗み、源平の戦い（前九年の役）に勝って高家になった」「工藤行光は源頼朝より阿弥陀・薬師・観音三像を賜って大宮司に任じられた」とある。このように中世の岩手山信仰は「本尊阿弥陀・薬師・観音」を祭ることから宗教的には平安時代後期から中世にわたって興隆した熊野信仰を基調に、歴史的には田村麻呂の蝦夷征討や源頼義・義家の安倍征伐伝承を基調に、工藤家・斉藤家の「家の語り」を加えた岩手山の縁起が創出・継承されていた。

### 岩手山近世の縁起
慶長4年（1599年）、南部信直・利直親子は三戸から不来方に本拠を移して地名を盛岡と改め、盛岡城を居城として利直が初代藩主に就くと盛岡藩の経営に乗り出した。このとき三戸から長谷寺、永福寺など多くの寺社も移転している。南部氏は十和田湖を水の神（青龍権現）として尊崇していたため「十和田の本地」も作成された。しかし盛岡へと移転したため十和田湖との距離が遠くなり、新たな問題として盛岡城下から仰ぎ見える岩手山や早池峰山、姫神山の祭礼を管理する必要が生じ、岩手山を「領内総鎮守」として山頂に奥宮を、柳沢口・平笠口・雫石口と城下にそれぞれ新山堂を建てた。平笠口には修験・大蔵院、雫石口には修験・円蔵院、正参道の柳沢口には盛岡藩惣録・自光坊、大勝寺、篠木別当・齋藤淡路守などを祭礼にあたらせた。
近世の岩手山信仰は工藤・斎藤家の語りに加えて盛岡へ居城を構えた南部氏の下で台頭した自光坊、大勝寺、大蔵院、円蔵院など修験が関与する岩手山の縁起へと変化している。
『田村三代記』や『三代田村』と異なる物語で「平城天皇の時代、坂の上刈田丸が勅命で奥州霧山嶽へ大道連勝高を討伐に向かうが敗れて、岩手郡池田の庄田村で生玉姫と契る。苅田丸は観音の力により大道連勝高を退治する。生玉は田村丸を生む。田村丸は鳥海山の三郎坊から剣術を習い、長じて田村将軍利光となり、弟の千歳と共に奥州谷嶽の悪郎高光の兄弟を退治した」と語られる。

## その他の地域の大武丸と異称
「大武丸」または類似する名称の鬼賊は、岩手山に限らず東北地方の各地の伝承で語られている。鈴鹿山の鬼神「大嶽丸」と同名で伝えられる場合や、悪路王と混交している例もある。
伊能嘉矩は、各地の伝承に見える大嶽丸・大竹丸・大武丸・大猛丸の名はみな転訛であり、大高丸→悪事の高丸→悪路王と通じるので、つまりは本来ひとつの対象を指していたと結論している。
また根岸英之によれば、「オオタケマル」という名称は「偉大で猛々しい男」ないし「雄峻な嶽に棲む男」と解釈可能であり、山に属性を持つ鬼神信仰が背景にあって、それが宗教者たちの布教の過程で定着の核になっていったという。

### 岩手県

#### 人首丸伝説
岩手県奥州市江刺米里は、かつては江刺郡米里村であり、さらにその前は人首村（ひとかべむら）と呼ばれていた。この地名は大武丸の息子に由来するとされる。
地元の伝説によれば、坂上田村麻呂の征討によって大武丸は栗原で、兄の悪路王は磐井にて敗死したが、大武丸の息子・人首丸（ひとこうべまる）は江刺まで落ち延び、大森山の岩屋を拠点としてなおも抵抗を続けた。その人首丸も田原阿波守兼光の兵によってついに討たれ、その地に葬られたという。
なお大武丸の名は「大嶽丸」とされることもあり、学間沢（がくまざわ）東の明神森に立てこもったと伝えられる。「学間沢」という地名は、大嶽丸にちなんだ「嶽間沢」を後世に改めたものである。

#### 大岳丸伝説
江刺梁川の伝説では、坂上田村麿が達谷窟にて悪路王を討った際、弟の大岳丸がこの地に落ち延びてきたが、追撃を受けてさらに北へと逃れたとされている。
梁川には伝説にちなんだ「大岳」の地名が残る。また、梁川から和賀郡谷内村田瀬（21世紀の花巻市東和町田瀬）に通じる「武道坂」は、かつて大武丸が通った道と伝えられている。

#### 衣川の善城
岩手県奥州市衣川には、大武麿の拠点とされる山「善城」がある。
『衣川の古蹟』では、衣川南股柳沢向の霧山から南西に30町 (3.3km) の場所にある山が「善城」であるとしている。

#### 鬼死骸村
田村将軍によって討たれた大武丸の体を埋めたとされる地は、鬼死骸村と呼ばれた。史実に基づく地名伝説ではなく、衣川村の霧山禅定などと同じく江戸時代の東北地方で盛んにかたられた奥浄瑠璃『田村三代記』の内容と直接関係しつつ江戸時代以降に創出された田村語りに基づく地名伝説である。この村は近代以降に合併を繰り返し、21世紀初頭現在では一関市の一部となっている。
現地には大武丸退治の際に建立されたと伝わる鹿島神社が鎮座し、その近くの田の中には大武丸の死骸を埋めた上に置かれたという「鬼石」や「肋石」がある。

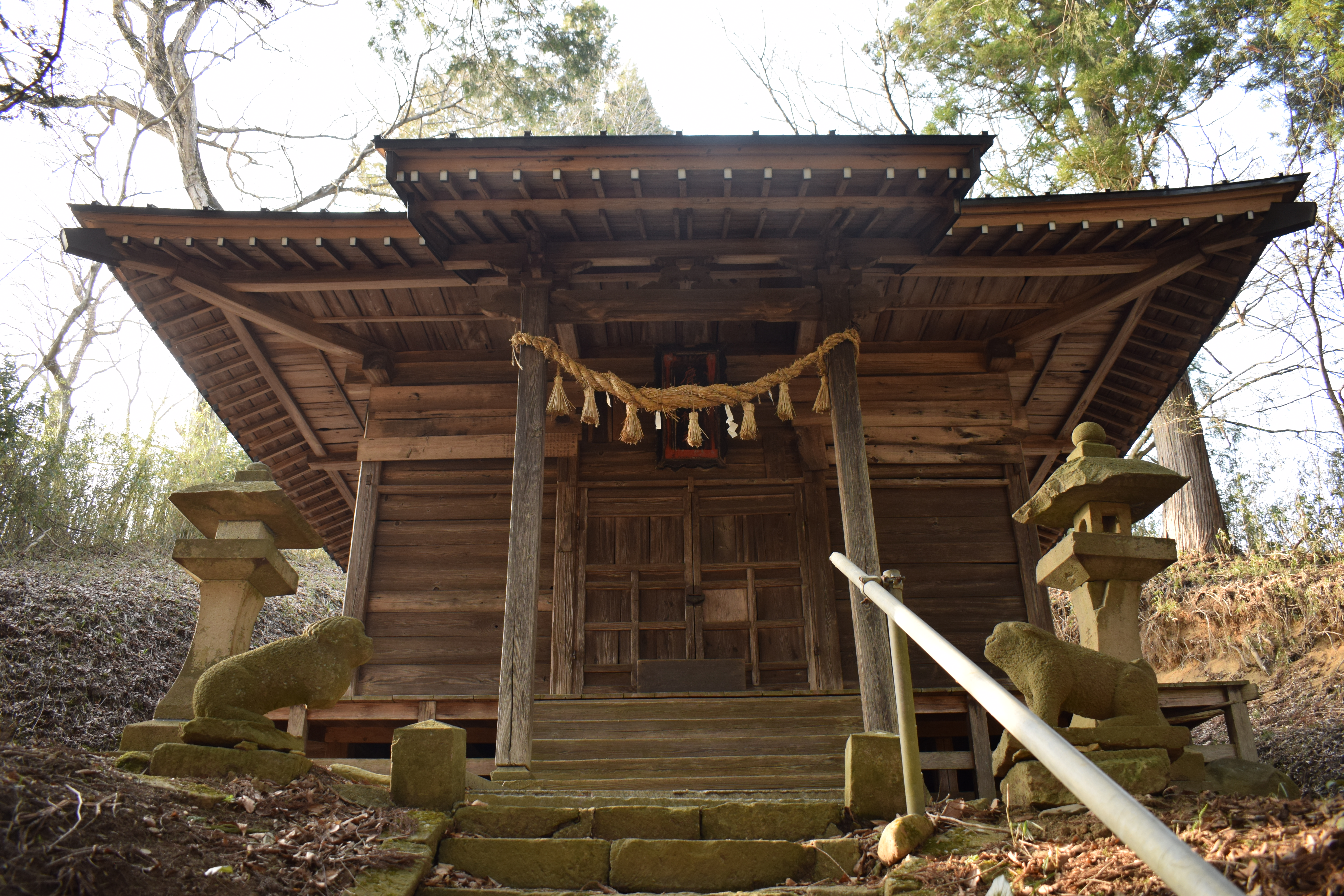
鹿島神社
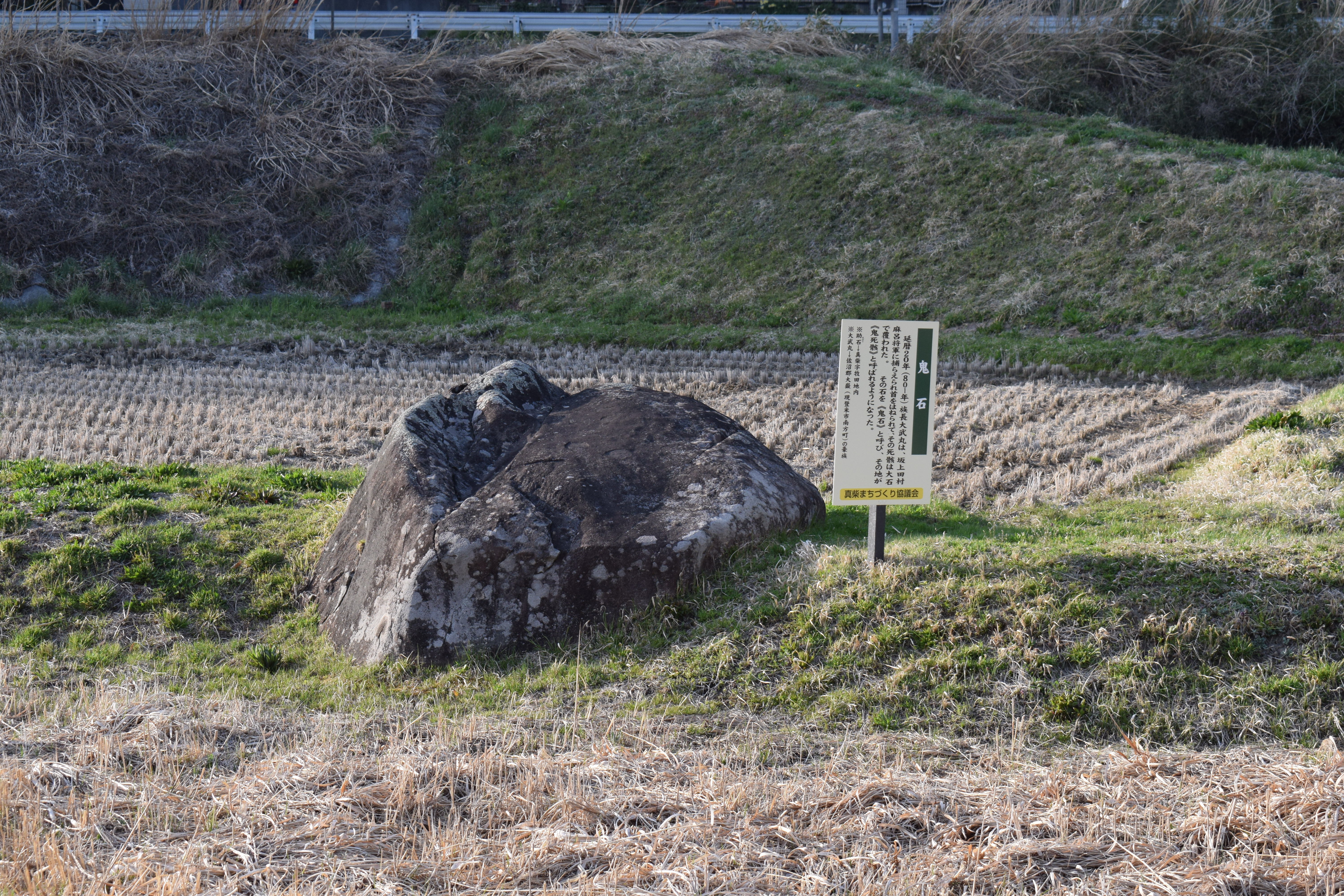
鬼石
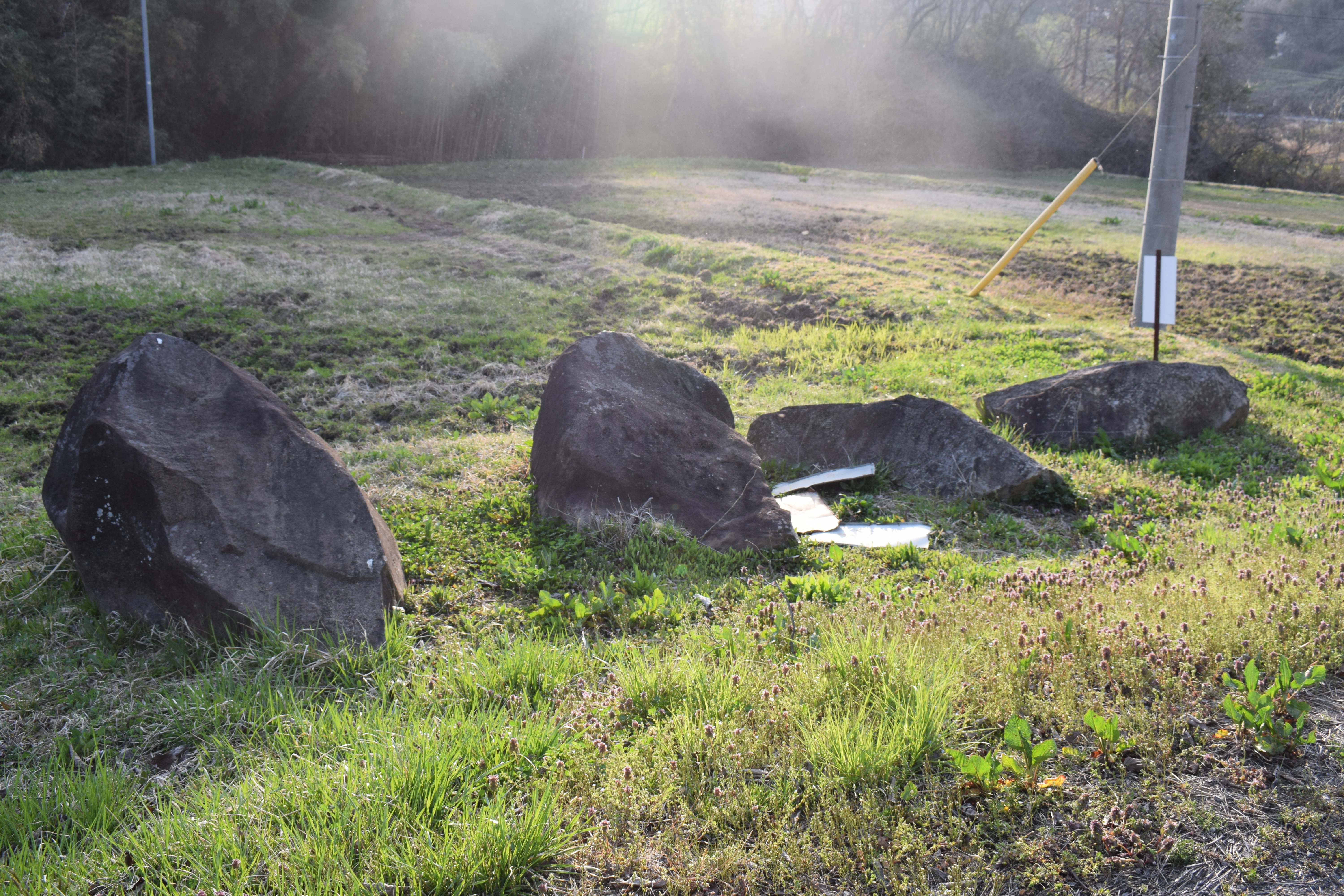
肋石（写真右の石）

### 宮城県

#### 鬼首村
宮城県大崎市の鬼首温泉一帯は、かつて鬼首村と呼ばれていた。この名称は、大武丸が栗原郡佐沼の山中にて討たれ、その首が飛んで落ちた地であることに由来する。またあるいは、「鬼切部」がなまったとも言われる。

#### 南方町の興福寺
宮城県登米市南方町本郷大嶽の興福寺は、大武丸の首を埋めた地と伝えられている。人々を悩ます凶賊・大武丸の討伐に赴いた田村将軍だったが、想像以上に手ごわい敵の抵抗に遭い、苦戦を余儀なくされる。田村将軍が大悲観音に祈ると、御台所の鈴鹿御前に気持ちが通じた。彼女は門を開けて将軍を招きいれ、大武丸に毒酒を盛って眠らせた。その隙に大武丸の首を取った田村将軍は、賊が蘇ることのないよう、首を埋めた地の上に観音の梵閣を建て、それが興福寺の基となったという。この伝説の起源は『長谷寺霊験記』下 第5「田村将軍得馬勝軍建立新長谷寺事」で三迫の新長谷寺として東北の田村語りに組み込まれ、『風土記御用書出』の「華足寺書上」に所収される「田村将軍様奥州七ヶ所観音御建立由来之事」に三迫大嶽観音として名前が挙がったことで奥州七観音に数えられ、奥浄瑠璃『田村三代記』で佐沼郷の大嶽山に大嶽丸の手を埋めたと語られたことで、江戸時代以降に史実とかけ離れた地域の伝承として定着したものである。
南方町にはそのほか、大武丸を鬼として描いた伝説もある。かつて柳沢区角欠には「角掛桜」という樹があった。田村麻呂に大岳山を追われた大武丸はこの地まで逃げてきたが、桜の枝に角を引っ掛けたせいでもげてしまい、戦意を失って降参したという。
また大岳山の西麓、細川との境には「まな板」という地名があった。これは大武丸が人畜を取り喰らったときの調理場であったという。

### 秋田県

#### 出羽国房住山
秋田県三種町と能代市にまたがる房住山では、鬼面と呼ばれる阿計徒丸、阿計留丸、阿計志丸の長面三兄弟が住み、眷属を指揮して良民を苦しめるも、坂上田村麻呂将軍に倒された。将軍が房住山で鬼の慰霊法要をしていると、東の山上から日高山の麓の洞穴に逃れ生き延びた阿計徒丸が目を覚まして「身の丈1丈3尺5寸ある大長丸（おおたけまる）と申す」と叫んだ。

### 福島県

#### 半田の赤頭太郎
福島県伊達郡桑折町には、「赤頭（あかず）の太郎」という大男の伝承が残っており、古い記録にはその背景がうかがえる物がある。
桑折町北半田熊野に所在する益子神社は、大竹丸の弟である「赤頭太郎」が明神として祀られたのを始まりとしている。
益子神社から程近い桑折町北半田道上には、赤頭太郎の異名である「赤瀬太郎」を顕彰した碑があり、「大竹丸の弟」と刻まれている（北緯37度52分30.7秒 東経140度31分25.8秒 / 北緯37.875194度 東経140.523833度）。

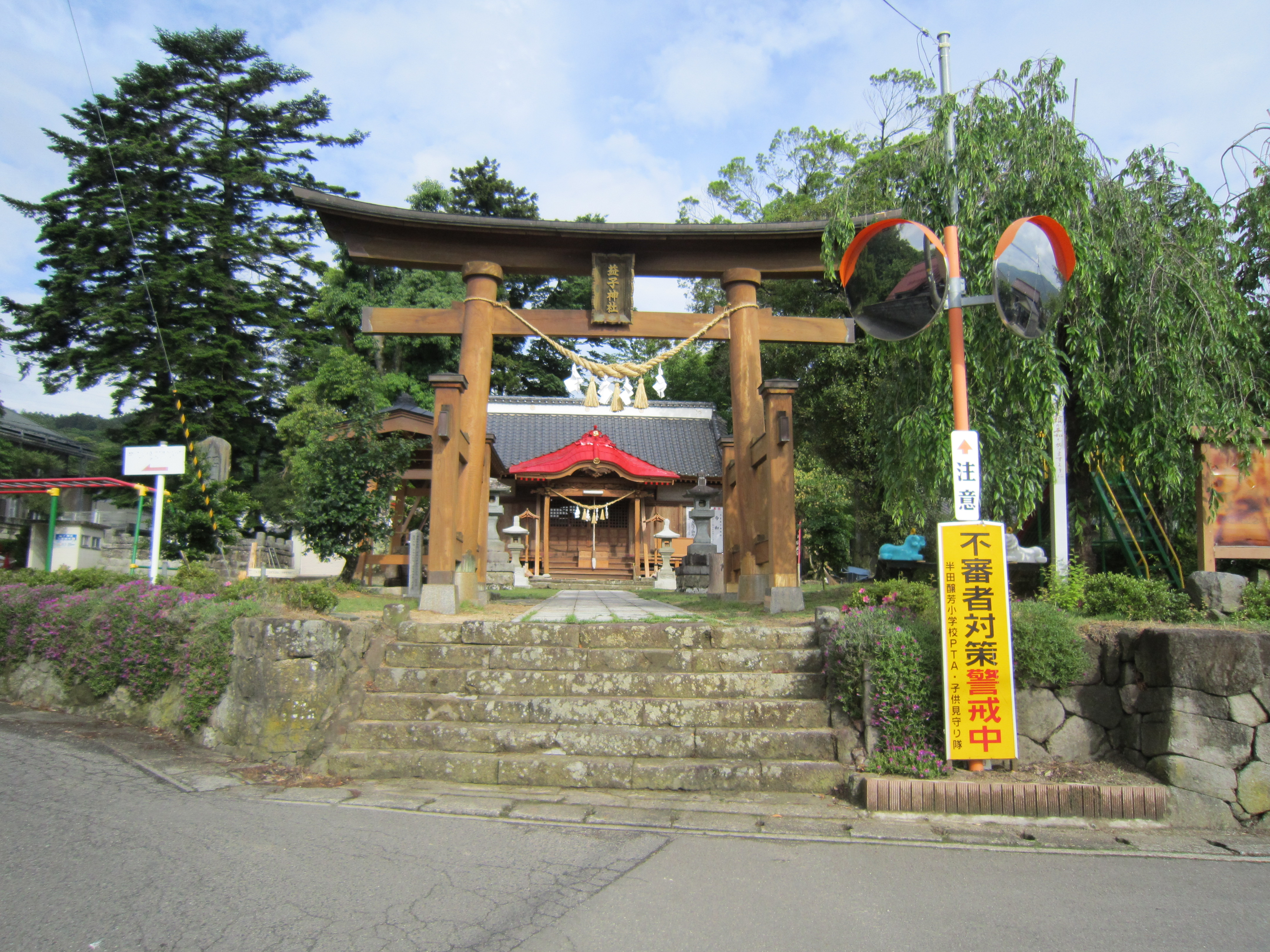
益子神社
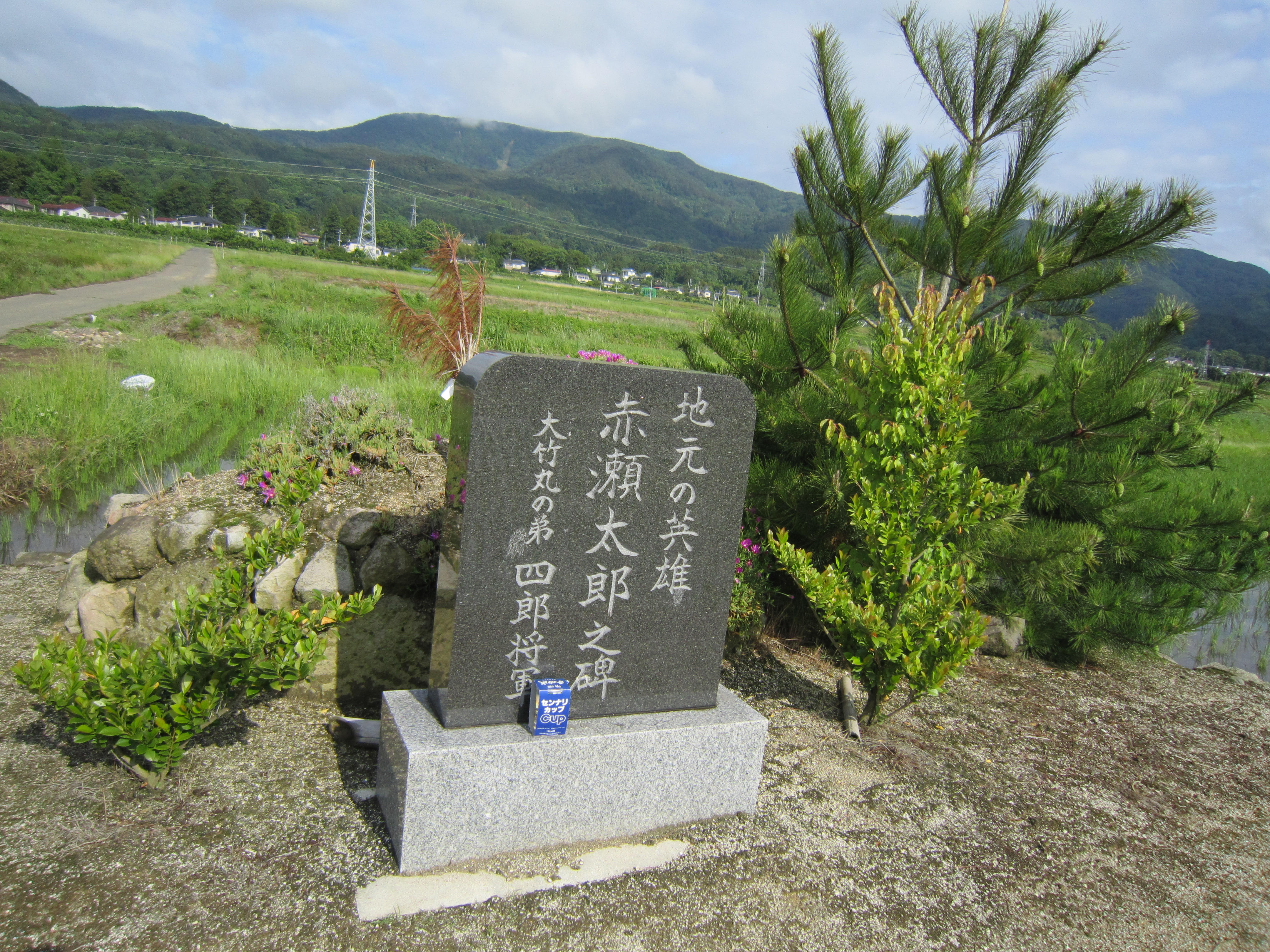
地元の英雄 赤瀬太郎之碑